# Aguardiente de madroño

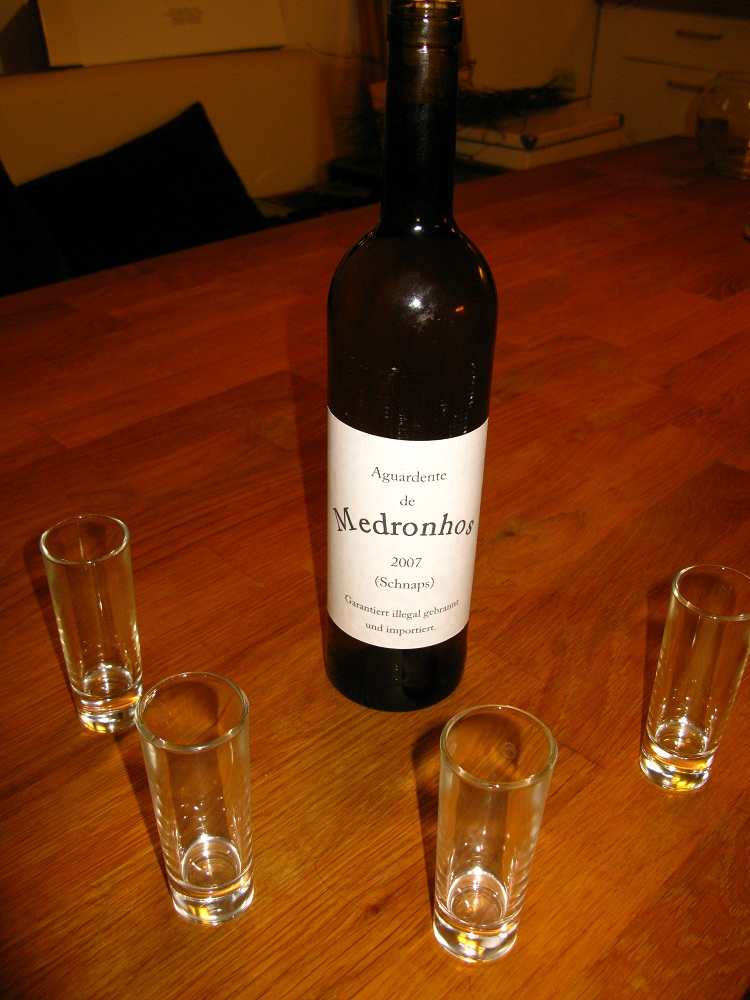
Aguardiente de Madroños

Aguardiente de Madroños es una bebida de aguardiente de Portugal, obtenido del fruto del árbol Arbutus unedo, también llamado madroño. Los árboles de madroño crecen en forma silvestre en los suelos pobres en las zonas rurales de Portugal como el Alentejo y el interior del Algarve.
No hay ninguna plantación comercial de los árboles y los frutos se recolectan sobre todo por los agricultores locales, y a mano se procesan en privado. Por lo tanto, el Aguardiente de Madroños no se pueden comprar en los supermercados, sino directamente de los agricultores. Muy pocos agricultores tienen una licencia para la destilación, pero son tolerados por las autoridades para mantener viva esta especialidad tradicional portuguesa.
Aguardiente de Madroños es muy popular entre la gente común, como los agricultores y pescadores. Cuando se endulza con miel que se llama Brandymel.